# Robert Skov
Pour les articles homonymes, voir Skov.
Robert Skov, né le 20 mai 1996 à Marbella en Espagne, est un footballeur international danois qui évolue actuellement au poste d'ailier droit à l'Union Berlin.

## Biographie

### Silkeborg IF
Robert Skov est né à Marbella en Espagne, à l'époque où son père travaillait dans cette ville. Robert, né de parents danois, a vécu seulement les six premiers mois de sa vie en Espagne.
Robert Skov fait ses débuts professionnels avec le club de Silkeborg IF. Il remporte le championnat de deuxième division avec son équipe lors de la saison 2013-2014. Silkeborg redescend à l'échelon inférieur par la suite. Skov devient un joueur important à partir de la saison 2015-2016. À l'issue de celle-ci, le club est de nouveau promu du championnat de deuxième division à la Superligaen, en terminant deuxième.

### FC Copenhague
Le 19 janvier 2018, Robert Skov signe au FC Copenhague pour un transfert évalué à un million d'euros.
Il inscrit son premier but sous ses nouvelles couleurs en donnant la victoire à son équipe, qui l'emporte 1-0 contre l'Odense Boldklub le 25 février 2018 en championnat.
Skov inscrit un but important en phase de groupe de Ligue Europa le 4 octobre 2018, face aux Girondins de Bordeaux. En effet, il marque le but de la victoire, permettant à son équipe de l'emporter 1-2 dans les toutes dernières minutes de la rencontre après être entré en jeu en deuxième période. Cette victoire est historique puisque c'est la première du FC Copenhague lors d'un déplacement en France. Le 2 décembre 2018, il inscrit le premier triplé de sa carrière, et contribue grandement à la victoire de son équipe 1-6 contre l'AC Horsens. Il termine la saison 2018-2019 en tant que meilleur buteur du championnat et est sacré Champion du Danemark.

### TSG Hoffenheim
Après une saison remarquable avec le FC Copenhague, Robert Skov attire plusieurs clubs européens, et il s'engage le 27 juillet 2019 avec le TSG Hoffenheim, qui débourse 10 millions d'euros pour s'attacher ses services. Skov signe un contrat courant jusqu'en juin 2024. Le 10 août 2019 Skov joue son premier match sous ses nouvelles couleurs, en Coupe d'Allemagne face au FC Würzburger Kickers. Il entre en jeu ce jour-là à la place de Dennis Geiger et au bout de 120 minutes de jeu les deux équipes sont toujours à égalité : 3-3. Les deux équipes se départagent aux tirs au but, Skov réussit le sien et contribue à la victoire d'Hoffenheim dans cet exercice. Il inscrit son premier but pour Hoffenheim le 1er novembre 2019 face au SC Paderborn 07 en championnat. Il ouvre le score sur coup franc direct ce jour-là après seulement deux minutes de jeu, et son équipe s'impose par trois buts à zéro.
Skov se fait remarquer en réalisant deux passes décisives le 29 octobre 2021 contre le Hertha Berlin, permettant à son équipe de s'imposer (Hoffenheim l'emporte par deux buts à zéro). Il se blesse aux ischio-jambiers en novembre 2021, lors d'un match contre le VfL Bochum. Il est absent pour plusieurs mois et manque une bonne partie de la saison 2021-2022. Il fait son retour à la compétition en avril 2022, tout d'abord avec l'équipe réserve, où il se distingue en marquant un but.
Skov entame la saison 2022-2023 en marquant un but dès la première journée, le 6 août 2022 contre le Borussia Mönchengladbach. Titulaire, il ouvre le score d'une frappe du gauche mais son équipe s'incline finalement par trois buts à un.

### Union Berlin
Libre après son départ du TSG Hoffenheim à expiration à l'été 2024, Robert Skov rejoint un autre club allemand en signant le 4 septembre 2024 à l'Union Berlin.
Skov marque son premier but pour l'Union le 6 décembre 2024 contre le VfB Stuttgart, en championnat. Son équipe est toutefois battue par trois buts à deux.

### En sélection
Robert Skov compte plusieurs sélections avec les différentes équipes de jeunes du Danemark.
Il représente notamment les moins de 18 ans, jouant au total quatre matchs et marquant deux buts avec cette sélection.
Avec la sélection olympique, il participe aux Jeux olympiques d'été de 2016. Lors du tournoi olympique organisé au Brésil, il joue trois matchs. Il inscrit un but contre l'Afrique du Sud lors du premier tour. Les Danois s'inclinent en quart de finale face au Nigeria.
Il obtient sa première sélection avec l'équipe du Danemark espoirs contre l'équipe d'Ukraine espoirs le 20 janvier 2016, en entrant en jeu lors d'un match qui se termine par un score nul et vierge.
Il marque ses deux premiers buts avec l'équipe espoir contre l'équipe de Lituanie espoirs le 5 septembre 2017, lors d'un match que les Danois remportent sur le score de 6-0. Par la suite, le 10 octobre, il est l'auteur d'un triplé face à la Finlande. Les Danois s'imposent sur le score de 0-5.
En mai 2018, il fait partie de la pré-liste de 35 joueurs de l'équipe nationale A retenus pour la Coupe du monde 2018, mais il n'est finalement pas retenu dans les 23 qui vont disputer la compétition en Russie.
Robert Skov honore sa première sélection avec l'équipe nationale du Danemark le 10 juin 2019, lors d'un match éliminatoire de l'Euro 2020 face à la Géorgie. Titulaire au poste d'ailier droit lors de cette partie, il cède sa place à Daniel Wass à la 62e minute de jeu et son équipe s'impose par cinq buts à un. Skov s'illustre dès de sa deuxième sélection en marquant son premier but en sélection, le 5 septembre 2019 face à Gibraltar. Titulaire, il ouvre le score de la tête sur un service de Christian Eriksen, puis il délivre plus tard dans la rencontre une passe décisive pour Thomas Delaney, participant ainsi à la victoire de son équipe par six buts à zéro.
En mai 2021, il est convoqué par Kasper Hjulmand, le sélectionneur de l'équipe nationale du Danemark, dans la liste des 26 joueurs danois retenus pour participer à l'Euro 2020,.
Le 14 novembre 2022, il est sélectionné par Kasper Hjulmand pour participer à la Coupe du monde 2022.
Skov se fait remarquer le 14 octobre 2023, en marquant deux buts lors d'un match face au Kazakhstan comptant pour les éliminatoires de l'Euro 2024. Titularisé pour la première fois en sélection depuis près de trois ans, l'ailier contribue à la victoire de son équipe par trois buts à un,.

## Statistiques
| Saison                | Club                  | Championnat           | Championnat | Championnat | Coupe(s) nationale(s) | Coupe(s) nationale(s) | Compétition(s) continentale(s) | Compétition(s) continentale(s) | Compétition(s) continentale(s) | Total | Total |
| Saison                | Club                  | Division              | M.          | B.          | M.                    | B.                    | Comp.                          | M.                             | B.                             | M.    | B.    |
| 2012-2013             | Silkeborg IF          | Superligaen           | 2           | 0           | -                     | -                     | -                              | -                              | -                              | 2     | 0     |
| 2013-2014             | Silkeborg IF          | 1e Divisie            | 1           | 0           | -                     | -                     | -                              | -                              | -                              | 1     | 0     |
| 2014-2015             | Silkeborg IF          | Superligaen           | 24          | 1           | 1                     | 1                     | -                              | -                              | -                              | 25    | 2     |
| 2015-2016             | Silkeborg IF          | 1e Divisie            | 24          | 6           | 1                     | 0                     | -                              | -                              | -                              | 25    | 6     |
| 2016-2017             | Silkeborg IF          | Superligaen           | 29          | 10          | 2                     | 0                     | -                              | -                              | -                              | 31    | 10    |
| 2017-2018             | Silkeborg IF          | Superligaen           | 19          | 4           | 3                     | 1                     | -                              | -                              | -                              | 22    | 5     |
| Sous-total            | Sous-total            | Sous-total            | 99          | 21          | 7                     | 2                     | -                              | -                              | -                              | 106   | 23    |
| 2017-2018             | FC Copenhague         | Superligaen           | 18          | 1           | 1                     | 0                     | C3                             | 2                              | 0                              | 21    | 1     |
| 2018-2019             | FC Copenhague         | Superligaen           | 34          | 30          | 1                     | 0                     | C3                             | 13                             | 2                              | 48    | 32    |
| 2019-2020             | FC Copenhague         | Superligaen           | 2           | 0           | -                     | -                     | C1                             | 1                              | 1                              | 3     | 1     |
| Sous-total            | Sous-total            | Sous-total            | 54          | 31          | 2                     | 0                     | -                              | 16                             | 3                              | 72    | 34    |
| 2019-2020             | TSG Hoffenheim        | Bundesliga            | 31          | 4           | 2                     | 0                     | -                              | -                              | -                              | 33    | 4     |
| 2020-2021             | TSG Hoffenheim        | Bundesliga            | 23          | 1           | 1                     | 0                     | C3                             | 6                              | 1                              | 30    | 2     |
| 2021-2022             | TSG Hoffenheim        | Bundesliga            | 12          | 0           | 1                     | 0                     | -                              | -                              | -                              | 13    | 0     |
| 2022-2023             | TSG Hoffenheim        | Bundesliga            | 23          | 3           | 2                     | 0                     | -                              | -                              | -                              | 25    | 3     |
| 2023-2024             | TSG Hoffenheim        | Bundesliga            | 25          | 3           | -                     | -                     | -                              | -                              | -                              | 25    | 3     |
| Sous-total            | Sous-total            | Sous-total            | 114         | 11          | 6                     | 0                     | -                              | 6                              | 1                              | 126   | 12    |
| Total sur la carrière | Total sur la carrière | Total sur la carrière | 267         | 64          | 14                    | 2                     | -                              | 22                             | 4                              | 303   | 70    |

## Palmarès
Silkeborg IF
- Champion du Danemark de deuxième division
  - 2014.

 FC Copenhague
- Champion du Danemark
  - 2018-2019.

## Distinction personnelle
- Meilleur buteur du Championnat du Danemark 2018-2019.